# فرد أبلغيت
فرد أبلغيت (بالإنجليزية: Fred Applegate)‏ هو لاعب كرة قاعدة أمريكي، ولد في 9 مايو 1879 في ويليامسبورت في الولايات المتحدة، وتوفي بنفس المكان في 21 أبريل 1968.

## وصلات خارجية
- فرد أبلغيت على موقعبيزبول رفرنس.كوم (الدوري الرئيسي) (الإنجليزية)
- فرد أبلغيت على موقعبيزبول رفرنس.كوم (الدوري الثانوي) (الإنجليزية)
- فرد أبلغيت على موقع مشجعي الرسوم البيانية (الإنجليزية)